# 本阿弥光甫
本阿弥 光甫（ほんあみ こうほ、慶長6年（1601年） - 天和2年7月24日（1682年8月26日））は、江戸時代前期の刀剣の鑑定、研磨、浄拭（ぬぐい）師、陶芸家、茶人、絵師。祖父は本阿弥光悦。父は光悦の養子・光瑳。通称は三太郎。号は空中斎。

## 略歴
慶長6年（1601年）、京の北の外れ鷹峯の光悦村で生まれる。 寛永14年（1637年）、37歳の時に祖父光悦が没するまで、茶の湯、香道、書画、陶芸、彫刻を学ぶ。家職である刀剣の鑑定に優れ、工芸は光悦の遺風を継いだ。茶の湯は織部流をよくし、茶杓もよく削った。寛永18年（1641年）、法眼に叙せられ、加賀藩前田家より300石の扶持を受ける。
陶芸では楽焼のほか信楽焼を得意とし、「空中信楽」と称された。作品として、黒筒茶碗 銘「寒月」、信楽不二絵茶碗（東京国立博物館蔵）、信楽桐紋水指、信楽芋頭水指（湯木美術館蔵）などがあり、作品には「空中」の彫銘がある。書画作品には、藤・牡丹・楓図 三幅対（東京国立博物館蔵）、藤・蓮・楓図 三幅対（藤田美術館蔵）がある。
本阿弥家の家記である『本阿弥行状記』を編集。天和2年（1682年）7月24日没、82歳。